# Sele pri Polskavi
Sele pri Polskavi so naselje v Občini Slovenska Bistrica.